# Dimitrika Dimitrowa
Dimitrika Dimitrowa (bulgarisch Димитрийка Димитрова; * 8. März 1980, englische Transkription Dimitriika Dimitrova resp. Dimitriyka Dimitrova) ist eine bulgarische Badmintonspielerin. 

## Karriere
Dimitrika Dimitrowa gewann in Bulgarien fünf Juniorentitel, während sie später bei den Erwachsenen ohne Meisterehren blieb. Erfolgreicher war sie bei den Balkanmeisterschaften. Dort siegte sie 1998, 2005 und 2008.

## Referenzen
- Dimitrika Dimitrowa beim Badminton-Weltverband

| Personendaten    | Personendaten                                                       |
| ---------------- | ------------------------------------------------------------------- |
| NAME             | Dimitrowa, Dimitrika                                                |
| ALTERNATIVNAMEN  | Dimitrova, Dimitriika; Dimitrova; Dimitriyka; Димитрова, Димитрийка |
| KURZBESCHREIBUNG | bulgarische Badmintonspielerin                                      |
| GEBURTSDATUM     | 8. März 1980                                                        |